# یخچال طبیعی مولر
یخچال طبیعی مولر (به لاتین: Mueller Glacier) یک یخچال طبیعی در نیوزیلند است که در Mackenzie District واقع شده‌است.